# Elisa Montemagni
Elisa Montemagni (Viareggio, 1º giugno 1986) è una politica italiana.

## Biografia
Esponente della Lega, è stata consigliera comunale a Massarosa ed è stata eletta per due volte al Consiglio regionale della Toscana, rimanendovi dal 2015 al 2022.
Alle elezioni politiche del 2022 viene eletta deputata nel collegio uninominale di Massa con il 44,86% dei voti.